# Robert Edmond Jones
Pour les articles homonymes, voir Robert Jones (homonymie) et Jones.
Répertoire
- Richard III (1920)
- Amour pour amour (1925)
- Le deuil sied à Électre (1931-1932)
- The Philadelphia Story (1939-1940)
- Le marchand de glace est passé (1946-1947)
- Intermezzo (1950)
...
Robert Edmond « Bobby » Jones, né le 12 décembre 1887 à Milton (New Hampshire), ville où il est mort le 26 novembre 1954, est un costumier, décorateur (de théâtre et de cinéma), metteur en scène, producteur et éclairagiste américain.

## Biographie
Diplômé de l'université Harvard en 1910, Robert Edmond Jones étudie ensuite en Europe vers 1913 auprès d'Edward Gordon Craig (à Florence) et de Max Reinhardt (à Berlin). Puis il exerce principalement à Broadway (New York), où il débute en 1915 comme décorateur de La Comédie de celui qui épousa une femme muette d'Anatole France (avec Ernest Cossart et Isabel Jeans).
Suivent notamment Richard III de William Shakespeare (costumier et décorateur, 1920, avec John Barrymore dans le rôle-titre et Reginald Denny), Amour pour amour de William Congreve (metteur en scène et producteur, 1925, avec Henry O'Neill et Edgar Stehli), Le deuil sied à Électre (costumier et décorateur, 1931-1932, avec Alice Brady et Alla Nazimova) et Le marchand de glace est passé (décorateur  et éclairagiste, 1946-1947, avec Jeanne Cagney et E. G. Marshall) d'Eugene O'Neill, ou encore The Philadelphia Story de Philip Barry (décorateur et éclairagiste, 1939-1940, avec Katharine Hepburn et Joseph Cotten).
Ses deux dernières pièces sont Intermezzo de Jean Giraudoux (décorateur, 1950, avec Una O'Connor et Charles Halton) et Les Verts Pâturages de Marc Connelly (décorateur, 1951, avec Ossie Davis).
Notons ici qu'il collabore à plusieurs reprises avec les dramaturges précités Philip Barry, Marc Connelly et Eugene O'Neill.
Toujours à Broadway, il travaille aussi sur quatre comédies musicales, la première en 1918 (costumier et décorateur) ; la dernière est Lute Song (en), sur une musique de Raymond Scott (costumier, décorateur et éclairagiste, 1946, avec Mary Martin et Yul Brynner).
S'ajoutent l'opéra-comique Patience de Gilbert et Sullivan (metteur en scène, 1924-1925, avec Helen Freeman et Edgar Stehli), ainsi qu'une adaptation de l'opéra bouffe La Belle Hélène de Jacques Offenbach (décorateur et éclairagiste, 1944, avec Jarmila Novotná dans le rôle-titre).
Pour les planches, il collabore encore à des ballets, dont Till l'Espiègle (musique de Richard Strauss, 1916, costumier et décorateur, Manhattan Opera House, New York) et Billy the Kid (musique d'Aaron Copland, 1939, producteur, Broadway), ainsi qu'à d'autres opéras, dont Faust (musique de Charles Gounod, 1928, décorateur, Chicago Opera House (en), Chicago).
Il contribue également à deux films américains tournés en Technicolor, le court métrage La Cucaracha de Lloyd Corrigan (costumier et décorateur, 1934, avec Steffi Duna et Don Alvarado) et Becky Sharp de Rouben Mamoulian et Lowell Sherman (décorateur, 1935, avec Miriam Hopkins dans le rôle-titre et Cedric Hardwicke).
Robert Edmond Jones (mort en 1954, à 66 ans) est par ailleurs l'auteur d'un ouvrage de référence consacré à l'art du théâtre et paru en 1941 (réédité en 2004), dont le titre principal est The Dramatic Imagination.

## Œuvres scéniques (sélection)
à Broadway, sauf mention contraire
(légende : C = costumier ; D = décorateur ; E = éclairagiste ; M = metteur en scène ; P = producteur)

### Pièces

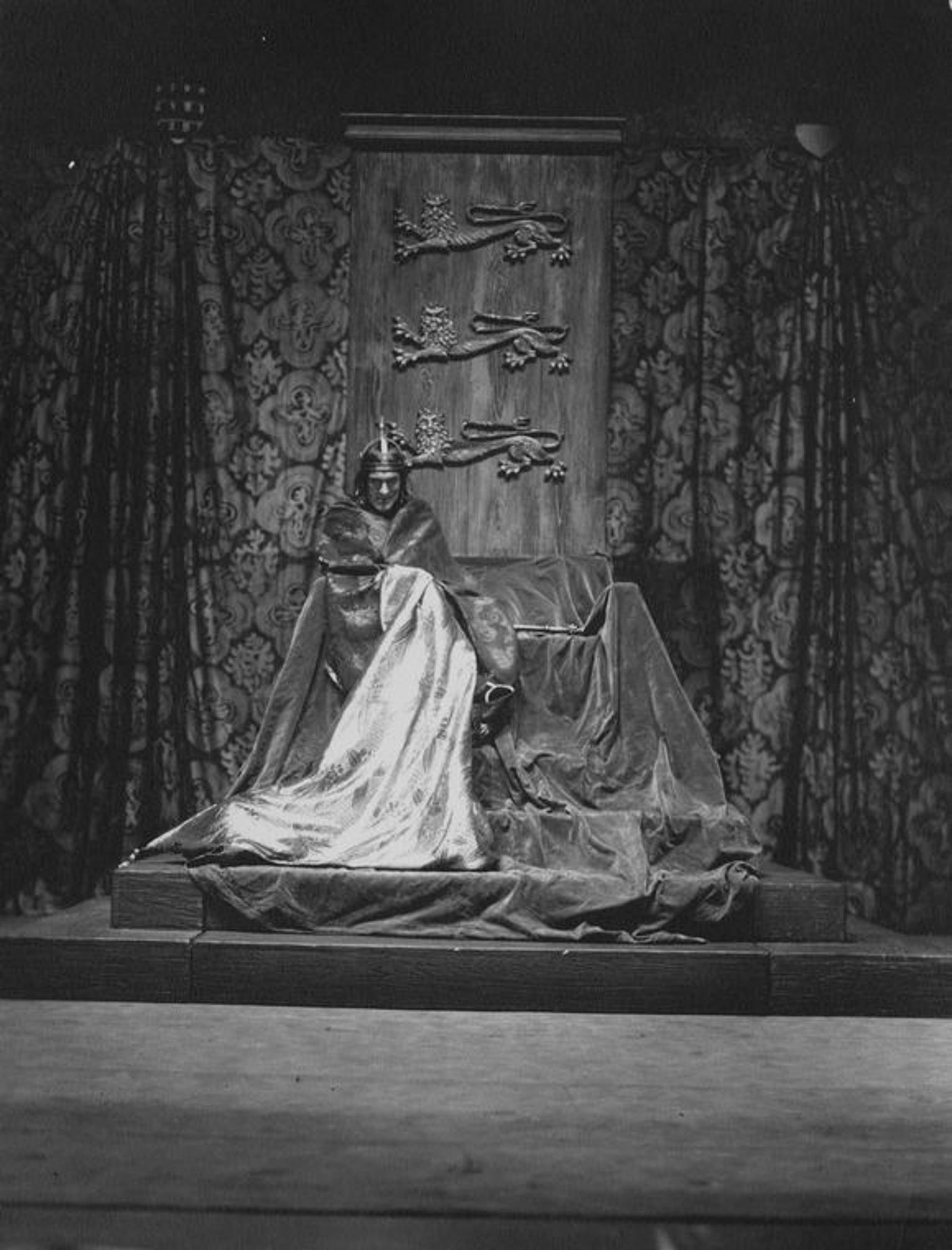
Richard III (costumier et décorateur, 1920), avec John Barrymore (rôle-titre)

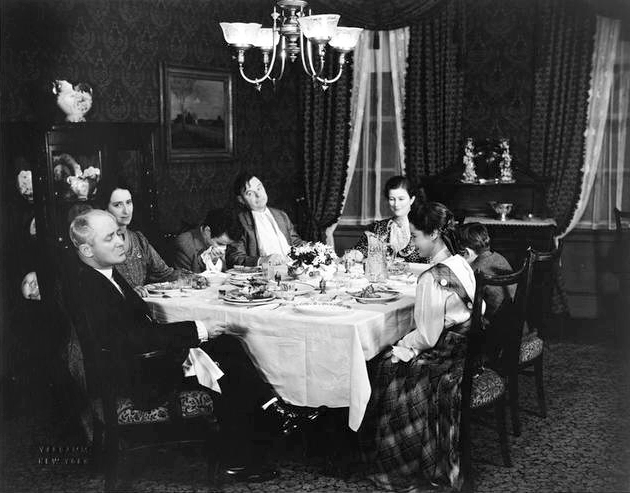
' (décorateur, 1933-1934), avec George M. Cohan, Elisha Cook Jr. et Gene Lockhart (de g. à d.)

The Philadelphia Story (décorateur et éclairagiste, 1939-1940), avec Dan Tobin et Katharine Hepburn (au centre)

- 1915 : La Comédie de celui qui épousa une femme muette (The Man Who Married a Dumb Wife) d'Anatole France (D)
- 1917 : Granny Maumee, The Rider of Dreams et Simon the Cyrenian de Ridgely Torrence (M + C + D)
- 1920 : George Washington de Percy MacKaye (D)
- 1920 : Richard III de William Shakespeare (C + D)
- 1921 : Anna Christie d'Eugene O'Neill (D)
- 1921-1922 : La Griffe (The Claw) d'Henri Bernstein, adaptation d'Edward Delaney Dunn et Louis Wolheim (D)
- 1922-1923 : Hamlet de William Shakespeare, musique de scène de Robert Russell Bennett (D)
- 1922 : Le Singe velu (The Hairy Ape) d'Eugene O'Neill (D)
- 1923 : La Sonate des spectres (The Spook Sonata) d'August Strindberg (P)
- 1924 : Enchaînés (Welded) d'Eugene O'Neill (P)
- 1924 : Tous les enfants du Bon Dieu ont des ailes (All God's Chillun Got Wings) d'Eugene O'Neill (M)
- 1924 : Hedda Gabler d'Henrik Ibsen (M)
- 1925 : Michel Auclair de Charles Vildrac (M)
- 1925 : Amour pour amour (Love for Love) de William Congreve (M + P ; reprise en 1940 : M + D)
- 1925 : Outside Looking In de Maxwell Anderson (P)
- 1925 : La Dernière Nuit de Don Juan (Last Night of Don Juan) d'Edmond Rostand, adaptation de Sidney Howard (P)
- 1925 : Le Pèlerin (The Pilgrimage) de Charles Vildrac, adaptation de Sigourney Thayer (P)
- 1925 : La Fontaine (The Fountain) d'Eugene O'Neill (M + P)
- 1926 : Le Grand Dieu Brown (The Great God Brown) d'Eugene O'Neill (M + P + D)
- 1926 : The Jest de Sem Benelli (D)
- 1928 : Machinal de Sophie Treadwell (D)
- 1928-1929 : Holiday de Philip Barry (D)
- 1929 : See Naples and Die de (et mise en scène par) Elmer Rice (C + D)
- 1930 : Children of Darkness de (et mise en scène par) Edwin Justus Meyer (C + D)
- 1930 : Roadside de Lynn Riggs (D)
- 1930-1931 : Les Verts Pâturages (The Green Pastures) de (et mise en scène par) Marc Connelly (D + reprises en 1935 et 1951)
- 1931-1932 : Le deuil sied à Électre (Mourning Becomes Electra) d'Eugene O'Neill (C + D)
- 1932 : La Dame aux camélias (Camille) d'Alexandre Dumas fils (M + D + adaptation)
- 1932-1933 : Le Viol de Lucrèce (Lucrece) d'André Obey, adaptation de Thornton Wilder, production de Katharine Cornell (C + D)
- 1933 : Nine Pine Street de John Colton et Carlton Miles (D)
- 1933-1934 : Ah, solitude ! (Ah, Wilderness!) d'Eugene O'Neill (D)
- 1933-1934 : The Green Bay Tree de Mordaunt Shairp (D)
- 1933-1934 : Mary of Scotland de Maxwell Anderson (C + D)
- 1934 : The Joyous Season de Philip Barry (D)
- 1934 : Dark Victory de George Emerson Brewer Jr. et Bertram Bloch (D)
- 1937 : Othello ou le Maure de Venise (Othello) de William Shakespeare (M + D ; reprise en 1943-1944 : D + E)
- 1938 : La Mouette (The Seagull) d'Anton Tchekhov, adaptation de Stark Young, mise en scène de Robert Milton (C + D)
- 1938-1939 : Everywhere I Roam d'Arnold Sundgaard et Marc Connelly, mise en scène de ce dernier (C + D)
- 1939 : The Devil and Daniel Webster de Stephen Vincent Benet et Douglas Moore, mise en scène de John Houseman, chorégraphie d'Eugene Loring (D + E)
- 1939 : Summer Night de Vicki Baum et Benjamin Glazer, mise en scène de Lee Strasberg (D + E)
- 1939-1940 : The Philadelphia Story de Philip Barry, mise en scène de Robert B. Sinclair (D + E)
- 1939-1940 : Kindred de Paul Vincent Carroll (M + D)
- 1940 : Junon et le Paon (Juno and the Paycock) de Seán O'Casey, mise en scène d'Arthur Shields (P + D)
- 1940 : Roméo et Juliette (Romeo and Juliet) de William Shakespeare, mise en scène de Laurence Olivier (E)
- 1942-1943 : Without Love de Philip Barry, mise en scène de Robert B. Sinclair (D + E)
- 1946-1947 : Le marchand de glace est passé (The Iceman Cometh) d'Eugene O'Neill (D + E)
- 1950 : Intermezzo (The Enchanted) de Jean Giraudoux, adaptation de Maurice Valency, musique de scène de Francis Poulenc, mise en scène de George S. Kaufman, chorégraphie de Jean Erdman (D)

### Comédies musicales
- 1918 : Good Luck, Sam!, musique de Louis G. Merrill, lyrics et livret d'Edward Anthony (C + D)
- 1939 : Susannah, Don't You Cry, musique et lyrics de Stephen Foster (arrangements d'Hans Spialek), livret de Sarah Newmeyer et Clarence Loomis (C + D)
- 1944 : Jackpot, musique de Vernon Duke, lyrics d'Howard Dietz, livret de Guy Bolton, Sidney Sheldon et Ben Roberts (D)
- 1946 : Lute Song, musique de Raymond Scott, lyrics de Bernard Hanighen, livret de Sidney Howard et Will Irwin, mise en scène de John Houseman (C + D + E)

### Ballets

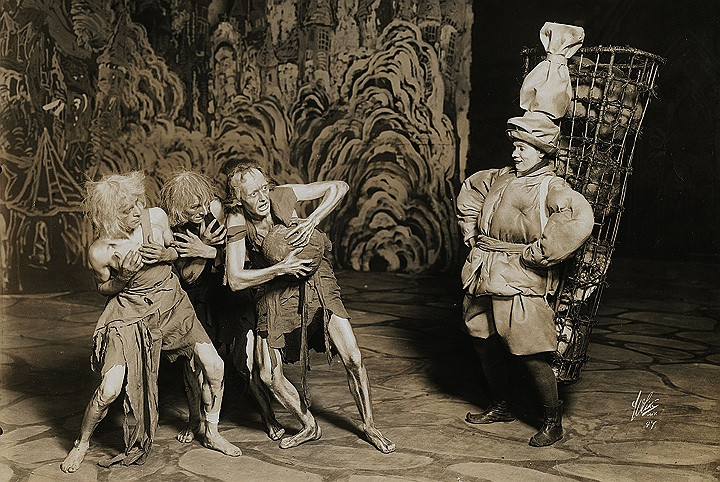
Scène du ballet Till l'Espiègle (costumier et décorateur, 1916)

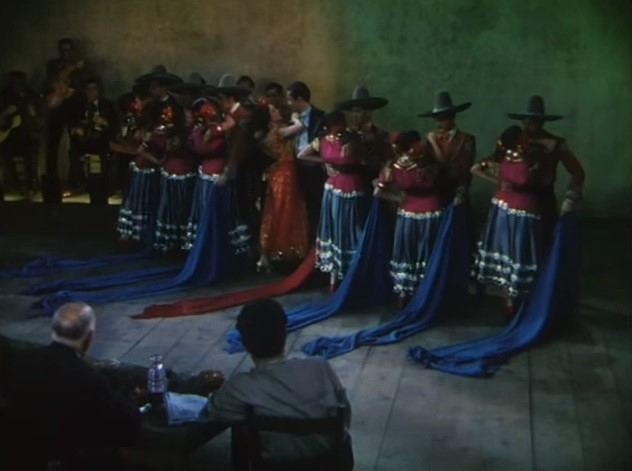
Film La Cucaracha (costumier et décorateur, 1934)

- 1916 : Till l'Espiègle (Till Eulenspiegel), musique de Richard Strauss, livret et chorégraphie de Vaslav Nijinski, production des Ballets russes (C + D ; Manhattan Opera House, New York)
- 1919 : The Birthday of the Infanta, musique de John Alden Carpenter, chorégraphie d'Adolph Bolm (C + D ; Chicago Opera House (en), Chicago)
- 1939 : Airs and Variations, orchestration par Nicolas Nabokoff des Variations Goldberg de Jean-Sébastien Bach (P)
- 1939 : Billy the Kid, musique d'Aaron Copland, chorégraphie d'Eugene Loring (P)
- 1939 : Pocahontas, musique d'Elliott Carter, chorégraphie de Lew Christensen (P)

### Opéras
- 1924-1925 : Patience, opéra-comique, musique d'Arthur Sullivan, livret de William S. Gilbert (M)
- 1928 : Faust, musique de Charles Gounod, livret de Jules Barbier et Michel Carré (D ; Chicago Opera House, Chicago)
- 1930 : Die glückliche Hand (The Hand of Fate), musique et livret d'Arnold Schönberg (D ; Philadelphia Opera, Philadelphie)
- 1930 : Wozzeck, musique et livret d'Alban Berg (D ; Philadelphia Opera, Philadelphie)
- 1931 : Œdipus rex, opéra-oratorio, musique d'Igor Stravinsky, livret de Jean Cocteau (D ; Philadelphia Opera, Philadelphie)
- 1944 : La Belle Hélène (Helen Goes to Troy), opéra bouffe, musique de Jacques Offenbach, livret original d'Henri Meilhac et Ludovic Halévy, adaptation de Gottfried Reinhardt, John Meehan Jr. et Herbert Baker, chorégraphie de Léonide Massine (D + E)

## Cinéma (intégrale)
- 1934 : La Cucaracha de Lloyd Corrigan (court métrage ; costumier et décorateur)
- 1935 : Becky Sharp de Rouben Mamoulian et Lowell Sherman (décorateur)